# ليو هايدونغ
ليو هايدونغ (بالصينية: Liu Haidong) هو لاعب كرة قدم صيني في مركز الدفاع، ولد في 28 فبراير 1995 في شنيانغ في الصين. شارك مع منتخب الصين تحت 20 سنة لكرة القدم. أما مع النوادي، فقد لعب مع نادي غوانزو.

## وصلات خارجية
- ليو هايدونغ على موقع قاعدة بيانات كرة القدم.إي يو (الإنجليزية)
- ليو هايدونغ على موقع Soccerway.com (الإنجليزية)